# Archanara russa
Archanara russa là một loài bướm đêm trong họ Noctuidae.